# 忘却の天才 (曲)
「忘却の天才」（ぼうきゃくのてんさい）は、2002年9月1日に発売された沢田研二の69枚目のシングルである。

## 解説
- アルバム『忘却の天才』の同時発売シングル。沢田が設立したプライベートレーベルであるJULIE LABELの第1弾作品。
- 1999年の『鼓動』以来となる8cmシングルであるが、特殊パッケージ仕様となっている。
- c/wはネスカフェのCMソングで、ゴスペラーズなど他アーティストが歌い継ぐ形でタイアップが続いた。

## 収録曲
1. 忘却の天才
  - 作詞:覚和歌子、作曲:白井良明、編曲:白井良明
2. つづくシアワセ
  - 作詞:沢田研二、作曲:幾見雅博、編曲:白井良明